# Национальный символ

Галльский петух, один из национальных символов Франции. Марка Французской Республики, 1962

Национальный символ — отличительный знак, олицетворяющий государство (государственный символ) или национальное сообщество. Служит для самоидентификации народа, нации и делает последние «чувственно воспринимаемыми». Система национальной символики представляет собой наглядно-образное выражение истории и культуры конкретного народа и государства. Символы составляют значимую часть политической культуры, в них в наглядно-образной форме выражены ключевые понятия, идеалы и ценности политической идеологии. Содержание национально-государственных символов формируется в результате длительного процесса, обусловленного изменениями в духовной среде общества и культуры. Национальные символы могут целенаправленно создаваться сверху, но чаще возникают спонтанно. Напротив, целенаправленные попытки создать национальные символы часто терпят неудачу. Национальная символическая система не может быть искусственно навязана. Многие национальные символы изначально были символами протеста против господствующего порядка. После успешных политических изменений они стали символами победы новых политических групп. Примерами являются сине-бело-красный триколор как символ борьбы с французским абсолютизмом, который после Великой французской революции стал новым национальным флагом Франции, или «Песнь немцев» как выражение надежды на создание единого немецкого национального государства; Германия, которая позже стала национальным гимном Германии. По причине этого часто спонтанного генезиса чётко определённого понятия национального символа не существует.
Конкретное значение национального символа может меняться. Нация не основывается на объективных критериях этнической, культурной или политической принадлежности, а возникает только благодаря осмысленным отношениям между составляющими индивидами посредством, по выражению Пьера Бурдьё, «акта социальной магии» (Бурдье), и смысл национального символизма всегда заново усваивается национальным сообществом.
По этой причине ни сами национальные символы, ни соответствующее значение национального символа не имеют неизменной ценности. Так, Германский рейх не только несколько раз менял флаги и гимны, но и национальные праздники и памятные даты вовлекались в противостояние политических лагерей и использовались при смене политических систем.
Значение национального символа можно понять только через конкретные действия, предпринимаемые сообществом по отношению к этому символу. Национальный символ представляет нацию и как воображаемое сообщество, и как «социально дифференцированное общество».
Национальные флаг, цвета, герб и гимн считаются национальными символами в более узком смысле. В число национальных символов входят также национальные праздники, памятники и государственные награды, а также государственные здания. Национальными символами могут быть также национальные герои и отцы-основатели, национальные эпосы, народные поэты, персонификации наций, животные, растения или продукты питания (национальные блюда).

## По странам
- Австралия: кенгуру, эму, Сиднейский оперный театр, Харбор-Бридж, Улуру, Южный Крест[1].
- Великобритания: Биг-Бен, Джон Булль, Британия (аллегория)[1].
  -  Англия: крест Святого Георгия, шиповник, Уильям Шекспир как национальный поэт[1].
- Израиль: Звезда Давида, Старый город Иерусалима, Стена Плача, Храмовая гора, менора, Масада[1].
- Россия: в рамках сформировавшейся концепции государственной символики Россия представлена как наследница и правопреемница как СССР (мелодия и некоторые фрагменты текста советского гимна в составе гимна России, а также Красное знамя Вооружённых сил России), так и Российской империи (двуглавый орёл и российский триколор)[6].
- США: Звёздно-полосатый флаг, Дядя Сэм[1], белоголовый орлан[11].
- Франция: Эйфелева башня, французский триколор, Марианна, галльский петух, лилия[1].